# Spitak
Spitak (arménsky Սպիտակ) je město na severu provincie Lori v Arménii. Leží asi 96 kilometrů od hlavního města Jerevanu a asi 22 km západně od správního centra provincie Vanadzoru. Původní město Spitak bylo kompletně zničeno při devastujícím zemětřesení 7. prosince 1988. Nové tak bylo znovuvybudováno nedaleko od původního. Podle sčítání obyvatel v roce 2011 zde žilo 12 881 lidí.

## Etymologie
Osídlení bylo založeno v 17. století, neslo název Hamamlu (doslova persky lázeň‎). V roce 1949 bylo přejmenováno na Spitak, v arménštině znamenající bílý, kvůli přítomnosti světlých vápenců v oblasti.

## Historie

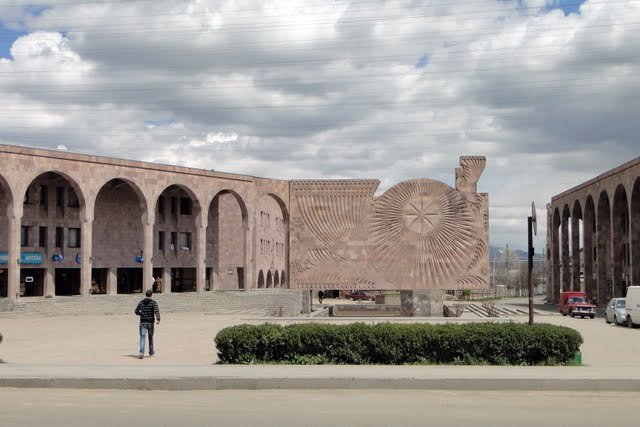
Náměstí

Území dnešního Spitaku bylo součástí historického regionu Dzorapor (arménsky Ձորափոր) provincie Gugark, 13. provincie Velké Arménie.
Spitak byl založen jako ves Hamamlu v 17. století za perské vlády nad Východní Arménií. Prvními obyvateli byli arménští přistěhovalci z íránského města Choj.
V roce 1828 byl Jerevanský chanát včetně Hamamlu, připojen k Ruské říši. Region se oficiálně stal součástí Ruského impéria po podpisu smlouvy z Türkmənçay, podepsané 10. února 1828 mezi Ruskem a Kádžárovskou Persií. Administrativně byla oblast součástí ujezdu Alexandropol Jerevanské gubernie.
V listopadu 1918 se Hamamlu stalo součástí První arménské republiky. Po obsazení Rudou armádou a následné sovětizaci v prosinci 1920 se Hamamlu 11. února 1921 stalo součástí Arménské sovětské socialistické republiky.
Za sovětské vlády bylo Hamamlu v roce 1949 přejmenováno na Spitak. Statut města byl udělen v roce 1960, město se stalo centem „rajonu Spitak“. V roce 1971 byl městu Spitak udělen statut republice podřízeného města.

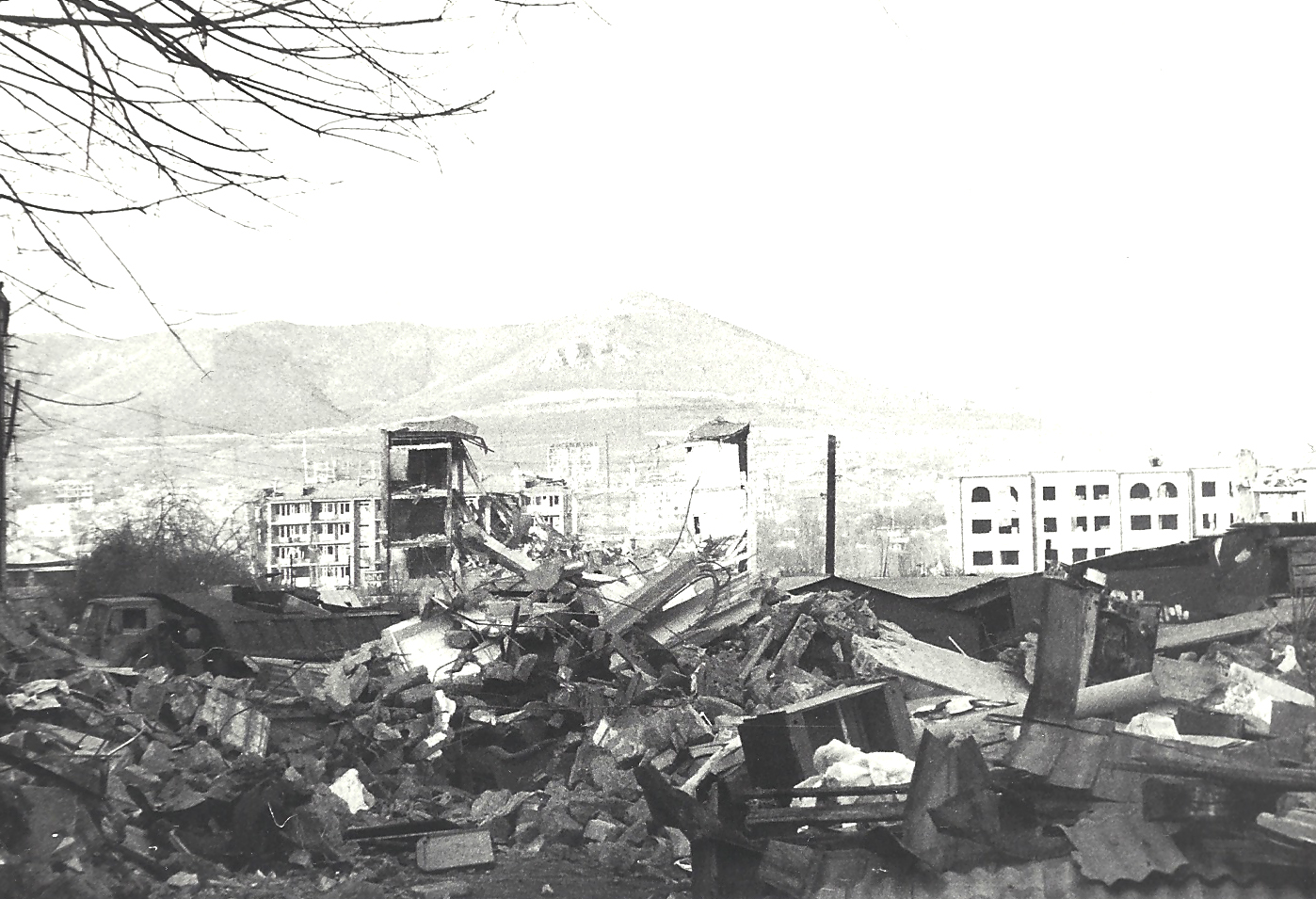
Spitak po zemětřesení v roce 1988

Během zemětřesení v roce 1988 byl Spitak zcela zničen a většina obyvatel přišla o střechu nad hlavou. Po rozpadu Sovětského svazu bylo město postupně znovu vybudováno úsilím arménské vlády a za pomoci arménské diaspory. Pomoc poskytlo i mnoho zemí světa, včetně Uzbekistánu, Švýcarska, Ruska, Rakouska, Finska, Norska, Itálie, Německa, České republiky a Estonska.

## Geografie
Spitak se rozkládá na ploše 57,6 km² na březích řeky Pambak, v nadmořské výšce 1650 metrů. Obklopují jej hora Bazum (na severu) a pohoří Pambak na jihu. Pro Spitak jsou charakteristické extrémně chladné zimy a mírná léta. Roční množství srážek dosahuje jen 440 milimetrů.

## Demografie

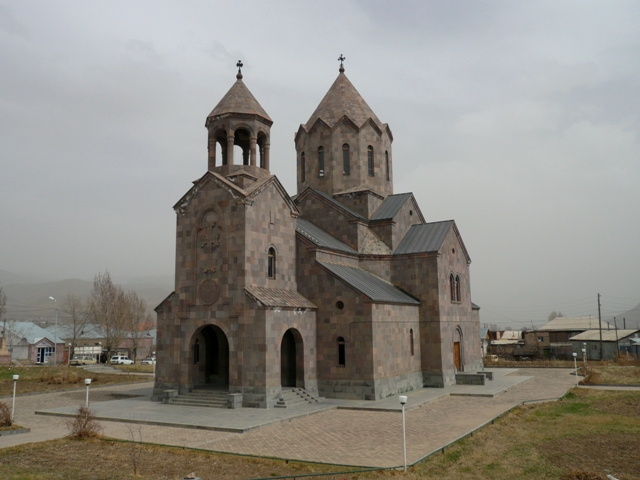
Nový Kostel vzkříšení

Spitak je obydlen populací etnických Arménů, patřících k Arménské apoštolské církvi.
Na počátku 19. století se zde usadilo množství arménských uprchlíků z měst Choj a Muş. Při zemětřesení v prosinci 1988 zahynulo kolem 4 000 obyvatel města. V důsledku Války o Náhorní Karabach v roce 1988 se ve městě usadilo kolem 500 arménských uprchlíků z Ázerbájdžánu.
Při sčítání obyvatel v roce 2001 uvádí oficiální data 14 984 obyvatel. Podle úřední statistiky zde v lednu 2009 žilo 15 146 lidí.
Vývoj počtu obyvatel od roku 1831:
| Rok      | 1831 | 1897 | 1926 | 1939 | 1959 | 1979   | 1989 | 2005   | 2011   |
| Obyvatel | 466  | 3004 | 4078 | 5035 | 3740 | 14 536 | 3740 | 15 000 | 12 881 |

## Kultura

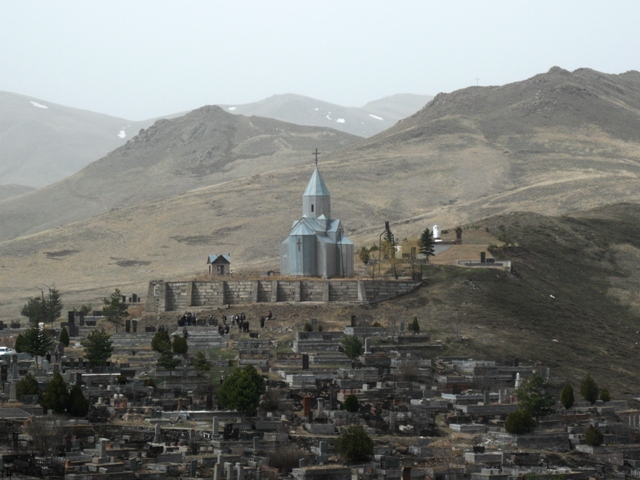
„Plechový“ kostel na hřbitově ve Spitaku

Ve Spitaku je kulturní dům, tři veřejné knihovny, mnoho kin, městské divadlo a etnografické muzeum.
Ke kulturnímu dědictví města patří archeologické naleziště z 2. tisíciletí před naším letopočtem, pozůstatky starověkého osídlení na nedalekém vrchu Sardar z 1. tisíciletí před naším letopočtem a most přes řeku Pambak, pocházející z 19. století.
Každoročně 15. července zde probíhají slavnosti města.

## Doprava
Spitak je důležitým arménským dopravním uzlem. Městem prochází rychlostní silnice M-3, která spojuje Jerevan s Vanadzorem. Začíná zde i větev silnice M-7 spojující Gjumri s Vanadzorem. Město má také železniční spojení, jeho nádraží leží zhruba v polovině vzdálenosti mezi Jerevanem a Tbilisi.

## Hospodářství
V dobách sovětské vlády se Spitak stal důležitým průmyslovým centrem severní Arménie. Mlékárna zde byla otevřena v roce 1937, cukrovar v roce 1947. Po zemětřesení však město svůj význam průmyslového centra provincie Lori ztratilo. V současnosti je zde pouze průmyslový mlýn a továrna na výrobu stavebních materiálů.

## Vzdělání

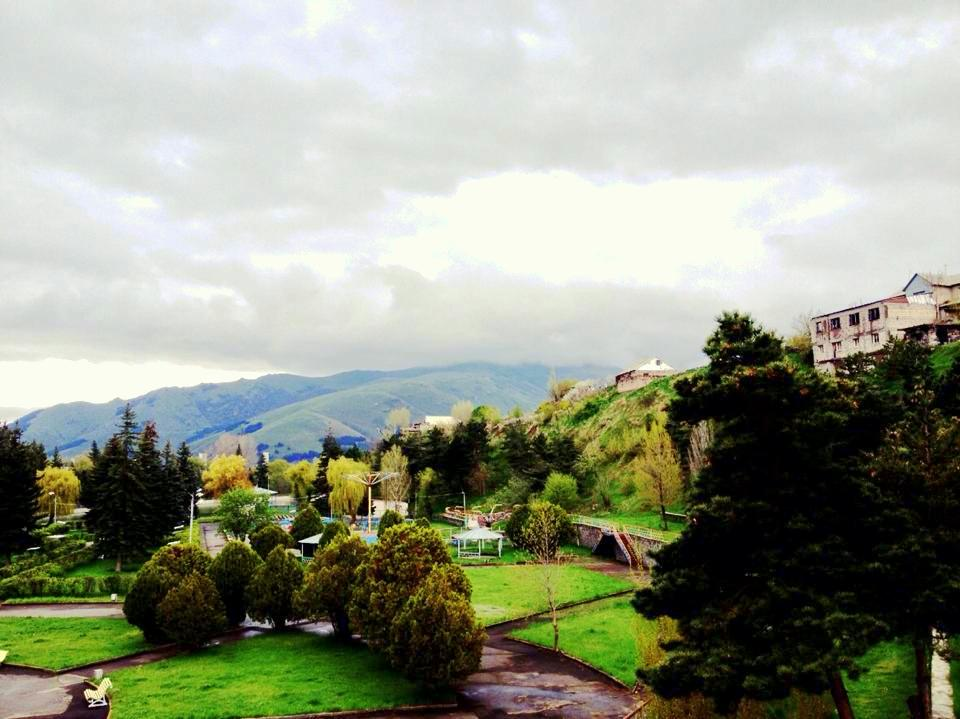
Pohled na město (2015)

V roce 2015 bylo ve Spitaku 7 veřejných základních škol, 1 internátní škola a 7 mateřských škol. Sídlí zde i hudební akademie, umělecká škola a pobočka jerevanské elektrotechnické vyšší odborné školy.

## Sport
Nejpopulárnějším sportem ve městě je fotbal. Klub FC Spitak reprezentoval město v domácích soutěžích v letech 1990 až 1998. Jako většina arménských fotbalových klubů byl z finančních důvodů rozpuštěn v roce 1999. Městský stadion má kapacitu 5000 diváků.

## Partnerská města
Partnerskými městy Spitaku jsou:
- Limmen, Nizozemsko, od roku 2001.[5]
- Orša, Bělorusko, od roku 2013.[6]
- Thousand Oaks, Kalifornie, USA

## Galerie

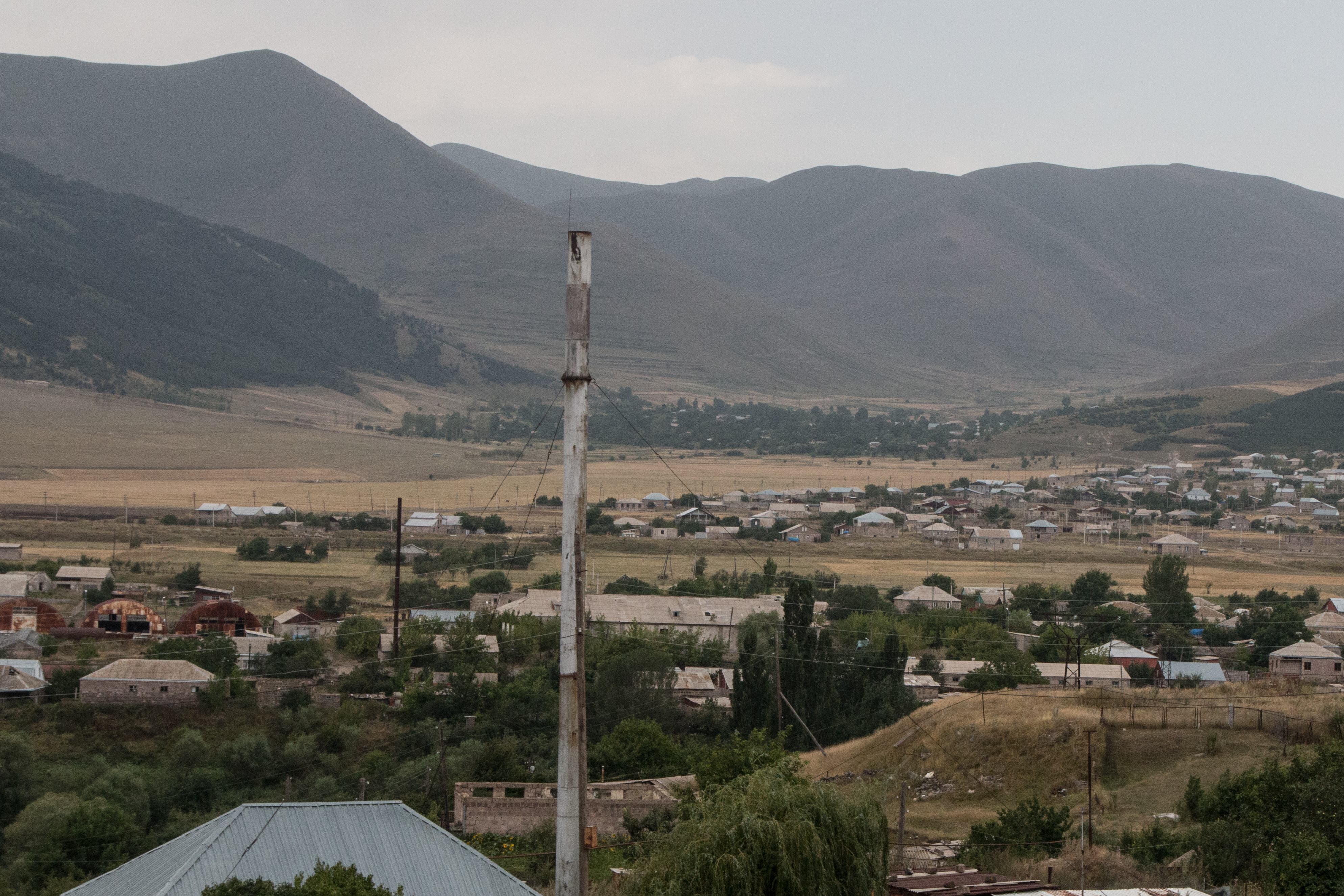
Krajina v okolí Spitaku
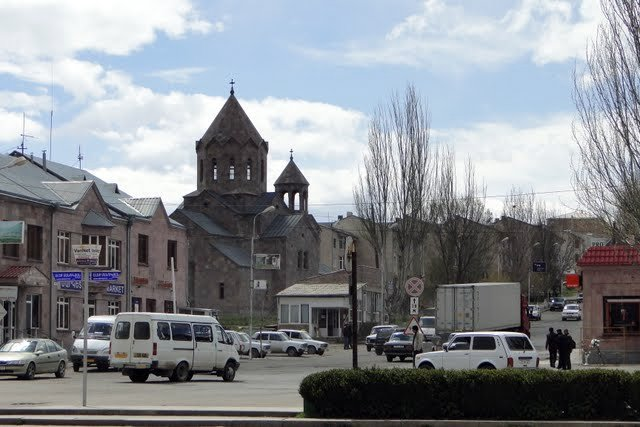
Centrum
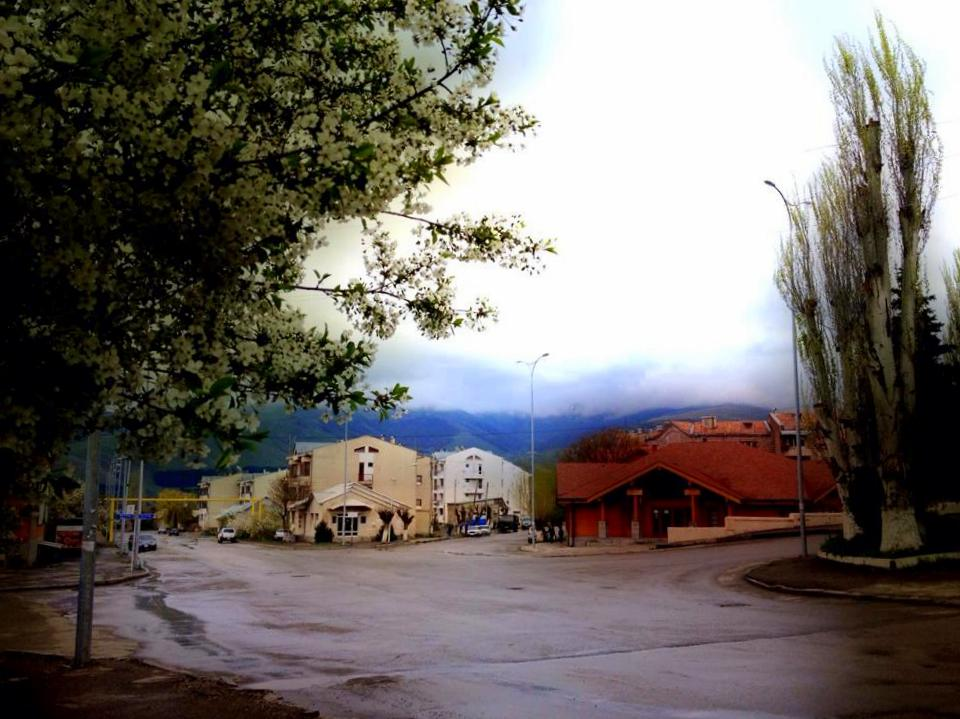
Spitak
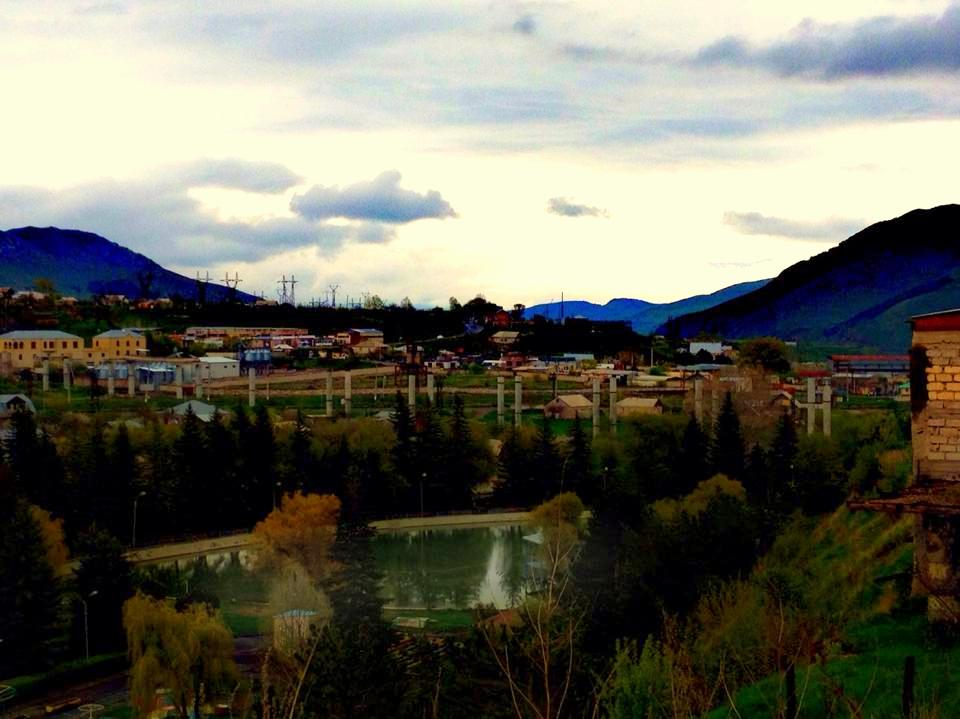
Spitak za soumraku